# Bruyères (Waimes)
Pour les articles homonymes, voir Bruyère (homonymie).
Bruyères, en allemand Ausserheide, est un hameau belge situé dans les cantons de l'Est sur le territoire de la commune de Waimes en province de Liège. 
Avant la fusion des communes de 1977, le hameau faisait déjà partie de la commune de Waimes.

## Étymologie
Le nom vient du roman Brugaria qui signifie bruyère, espèce végétale croissant en milieu forestier. Cet espace semi-boisé se trouve toujours à l'est du hameau en direction de Gueuzaine. La forme germanique Allebrayer apparaît en 1524. 
Le hameau s'appelle en allemand Ausserheide, ce qui signifie : « au-delà de la bruyère ».

## Situation
Bruyères se situe le long de la route nationale 676 Botrange - Waimes - Saint-Vith ainsi que sur la route campagnarde menant à Libomont. Waimes se trouve à 3 km au sud et le lac de Robertville à 2 km au nord.
Bien protégé à l'ouest par la colline de Hokgné culminant à l'altitude de 596 m, ce hameau ardennais aligne ses habitations (fermettes en grès et pavillons plus récents) dans un axe nord-sud.

## Patrimoine
La chapelle dédiée à Notre-Dame de Fatima a été construite en 1952. Non loin de là, un crucifix se dresse au milieu d'une haie de hêtre.

## Activités
Une école communale existe à Bruyères depuis 1882. Bruyères et le hameau voisin de Walk possèdent une école commune située entre les deux localités au lieu-dit Morfat.
Au nord du hameau, au lieu-dit Moussîre, se trouve un camping.

## Source et lien externe
- Histoire de Bruyères

1. 1 2 3  Site de la commune de Waimes